# Stockton, Minnesota
Stockton là một thành phố thuộc quận Winona, tiểu bang Minnesota, Hoa Kỳ. Năm 2010, dân số của thành phố này là 697 người.

## Dân số
- Dân số năm 2000: 682 người.
- Dân số năm 2010: 697 người.